# Giovanni Battista Belzoni
Giovanni Battista Belzoni (5. listopadu 1778 Padova, Itálie – 3. prosince 1823 Gwato, Benin) byl italský dobrodruh, cestovatel a amatérský archeolog a sběratel. 
Z pověření britského generálního konzula v Egyptě Henryho Salta získával a převážel významné egyptské památky do Britského muzea. Vykopávky v Karnaku, Gíze a na dalších místech, byly prováděny velmi necitlivým způsobem. Stal se objevitelem hrobky krále Sethiho I., jež se nachází v Údolí králů.

## Život
Belzoni se narodil v Padově jako syn holiče, ale v 16 letech odešel do Říma a měl v úmyslu stát se řeholníkem. Když Francouzi pod vedením Napoleona Bonaparta v roce 1797 dobyli Řím, uprchl před hrozící vojenskou službou ze země. Měl technické nadání a  pravděpodobně nejprve studoval hydrauliku v Holandsku. V roce 1803 skončil v Anglii, kde díky své vysoké postavě (měřil 2 metry) působil v cirkuse jako silák Samson z Patagonie. Oženil se s Angličankou Sarah Banneovou a v následujících letech manželé s cirkusem procestovali  Velkou Británii, Portugalsko a Španělsko. Belzoni obohatil svá silácká čísla o různé triky s vodou a optické klamy. V roce 1815 odcestoval do Káhiry, aby egyptskému pašovi nabídl svůj vynález, hydraulický zavlažovací stroj. I když neuspěl, v Egyptě zůstal a z pověření britského generálního konzula Henryho Salta se stal dodavatelem starožitností pro Britské muzeum v Londýně.
Prvním úkolem bylo technicky náročné přemístění gigantického torza  Ramesse II. (tzv. Mladý Memnon)  od chrámu v Thébách na západním břehu Nilu na loď. Navzdory četným intrikám ze strany egyptských úředníků a francouzského konzula se Belzonimu podařilo v roce 1816 zakázku úspěšně provést. Několikatunová, asi 267 cm vysoká hlava Mladého Memnona je od té doby jedním z exponátů Britského muzea (inv. č. EA 19).

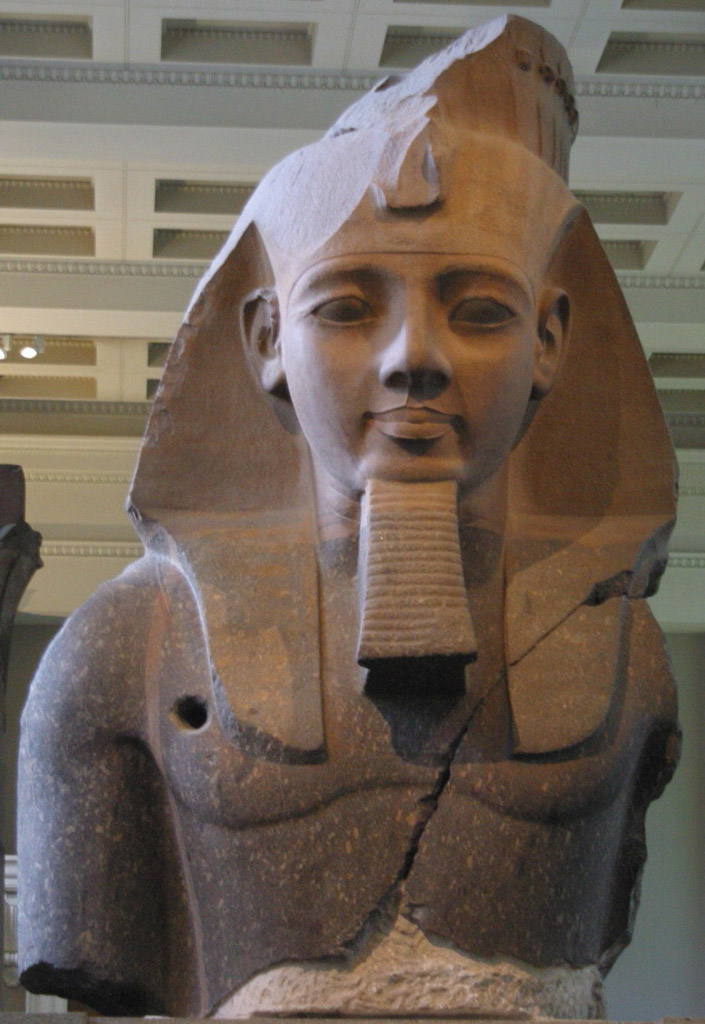
Memnonova hlava v Britském muzeu v Londýně

V následujících letech Belzoniobjevil mnoho dalších pamětihodností: sochy lví bohyně Sachmety  v zádušním chrámu faraona Amenhotepa III., osm královských hrobek v Údolí králů včetně bohatě zdobené hrobky Sethiho I., zpřístupnil Velký  chrám Ramesse II. v Abú Simbelu a pronikl do Rachefovy pyramidy v Gíze, dopravil do Anglie obelisk z ostrova Philae.  Belzoni byl také prvním Evropanem, který navštívil oázu Siwa a objevil ruiny starověkého přístavu Berenice (Baranis) u Rudého moře.
V roce 1819 se vrátil do Anglie a následující rok publikoval zprávu o svých cestách a objevech nazvanou Narrative of the Operations and Recent Discoveries within the Pyramids, Temples, Tombs and Excavations in Egypt and Núbia. V letech 1820 a 1821 uspořádal v Londýně výstavu svých nálezů včetně faksimile hrobky Sethiho I.  V roce 1822 Belzoni vystavil svůj model v Paříži.
V roce 1823 se vydal do západní Afriky s úmyslem cestovat do Timbuktu. Poté, co mu bylo zamítnuto povolení projít Marokem, se dostal do Beninského království, ale ve vesnici zvané Gwato (nyní Ughoton) ho zachvátila úplavice  a  zemřel 3. prosince 1823 ve věku 45 let.